# Art naïf
 (mai 2024).
 (mai 2024).
 (octobre 2017).
Si vous disposez d'ouvrages ou d'articles de référence ou si vous connaissez des sites web de qualité traitant du thème abordé ici, merci de compléter l'article en donnant les références utiles à sa vérifiabilité et en les liant à la section « Notes et références ».

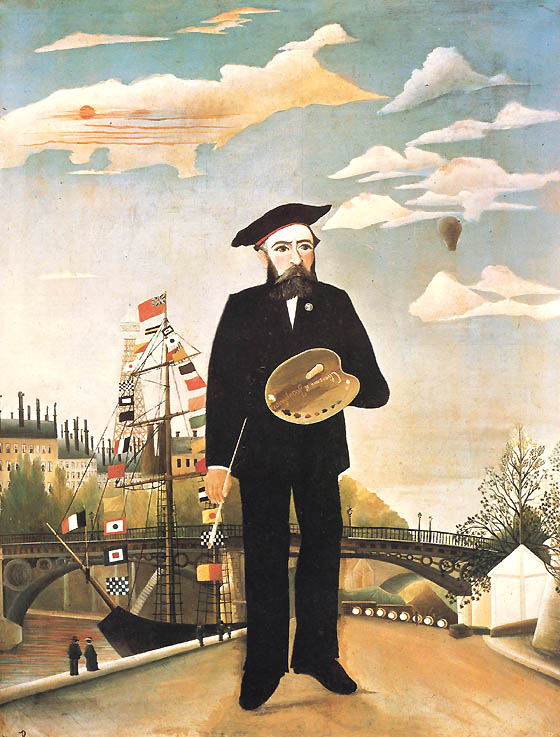
Moi-même, portrait-paysage, du Douanier Rousseau, 1890.

L’art naïf désigne la manière d'aborder la peinture par les « peintres naïfs », dont l'une des principales caractéristiques plastiques consiste en un style pictural figuratif ne respectant pas — volontairement ou non — les règles de la perspective sur les dimensions, l'intensité de la couleur et la précision du dessin. Le résultat, sur le plan graphique, évoque un univers d'enfant, d'où l'utilisation du terme « naïf ». L'inspiration des artistes naïfs est généralement populaire et le terme s'applique aussi à des formes d'expression populaires de différents pays, notamment au courant artistique le plus connu d'Haïti.
L'art naïf n'est plus considéré comme un art mineur. Il est un art authentique, consacré lors de la grande exposition Maîtres populaires de la réalité organisée dans la Salle Royale à Paris en 1937, exposition qui circulera ensuite à Zurich et dans plusieurs villes aux États-Unis.
Dans le reste des arts, ce terme désigne les œuvres d’artistes, le plus souvent autodidactes, qui se trouvent en décalage avec les courants artistiques de leur temps.

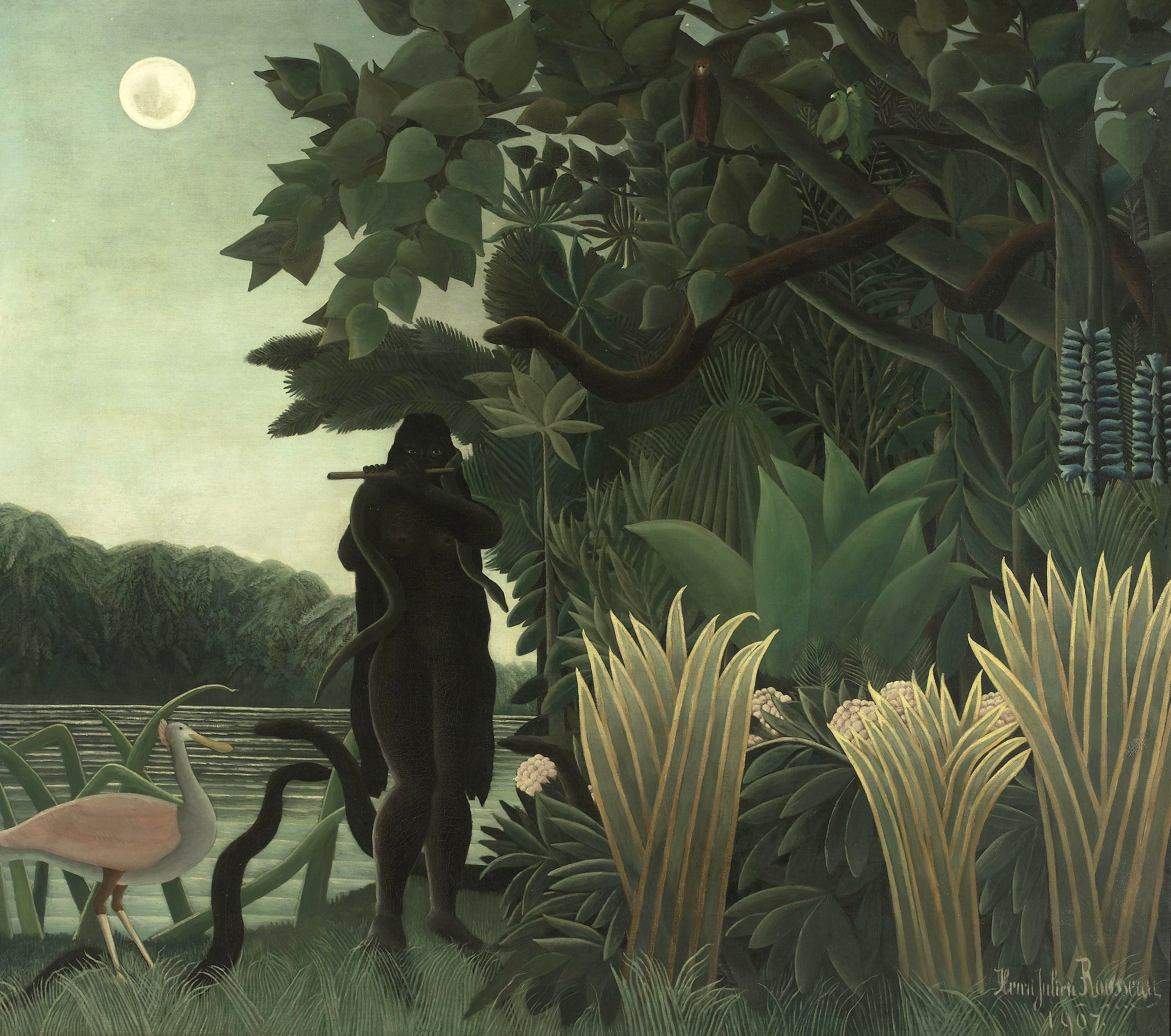
La Charmeuse de serpents (1907) du Douanier Rousseau - Huile sur toile - Musée d'Orsay, Paris.

Au Québec, on emploie aussi le terme d’« art indiscipliné ».

## Origine du terme
Le mot « naïf » vient du latin nativus (« qui naît, inné, naturel »). Appliqué aux peintres, ce terme désigne à l'origine les artistes qui n'ont pas été formés dans une académie ou dans une école.
Il aurait été utilisé pour la première fois au XIXe siècle pour qualifier les œuvres du Douanier Rousseau qui peignait hors des normes académiques, sans suivre les recherches picturales de l'avant-garde de l'époque des impressionnistes.
En 1870, dans son poème Au Cabaret-Vert, cinq heures du soir, Arthur Rimbaud emploie le mot pour désigner des représentations picturales « maladroites » : « je contemplai les sujets très naïfs de la tapisserie », ce qui est peut-être à l'origine de l'emploi du mot « naïf » chez Guillaume Apollinaire quelque temps plus tard. 

## Caractéristiques

### En peinture

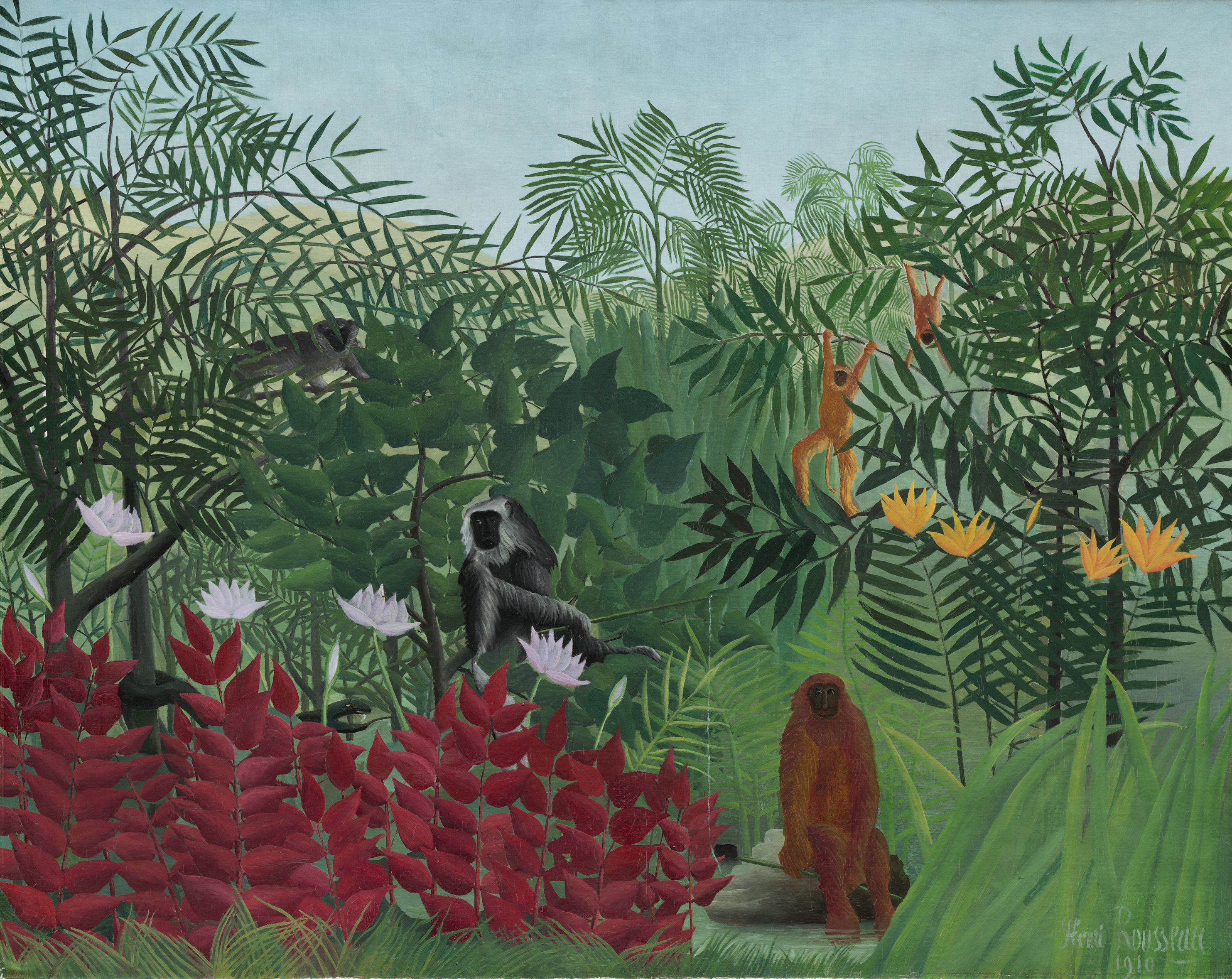
Forêt tropicale avec singes, 1910 du Douanier Rousseau. Huile sur toile. National Gallery of Art, Washington.

S’agissant d’un mouvement non académique, l’art naïf ne possède pas de définition propre. Il se caractérise cependant par une représentation figurative de sujets populaires : paysages campagnards, costumes folkloriques, animaux domestiques ou sauvages. Du point de vue technique, cet art se caractérise par le non-respect — volontaire ou non — des trois règles de la perspective occidentale telles que définies depuis la Renaissance par Léonard de Vinci : la diminution de la taille des objets proportionnellement à la distance, l'atténuation des couleurs avec la distance, diminution de la précision des détails avec la distance.
Cela se traduit par :
1. Des effets de perspective géométriquement erronés qui donnent un caractère ingénu aux œuvres, une ressemblance avec des dessins d’enfants ou rappellent la perspective signifiante des peintures du Moyen Âge — sans autres points communs ;
2. L’emploi de couleurs vives, souvent en aplats, sur tous les plans de la composition, sans atténuation à l’arrière-plan ;
3. Une égale minutie apportée aux détails, y compris ceux de l’arrière-plan, lesquels devraient être estompés.

La codification et la pérennité de ce style mène à une autre forme d'académisme.
En effet, l’art naïf se rapproche de l’académisme, notamment par les thèmes abordés. On retrouve la hiérarchie des genres picturaux d’André Félibien. Le paysage est le genre le plus utilisé chez les peintres naïfs avec une diversité de lieu, passant par des forêts tropicales à des esquisses de Paris. La nature est très présente dans les peintures naïves dans toutes ses formes, les natures mortes pour juste représenter des éléments verts et colorés. Le second genre qui revient sans cesse est le portrait, parfois neutre avec juste une figure qui pose et un fond sombre. Ou bien des autoportraits enjoliveurs, l’artiste accompagné dans sa composition des objets qui le définissent, des fleurs par milliers, des portraits-paysages.

### Critères généraux

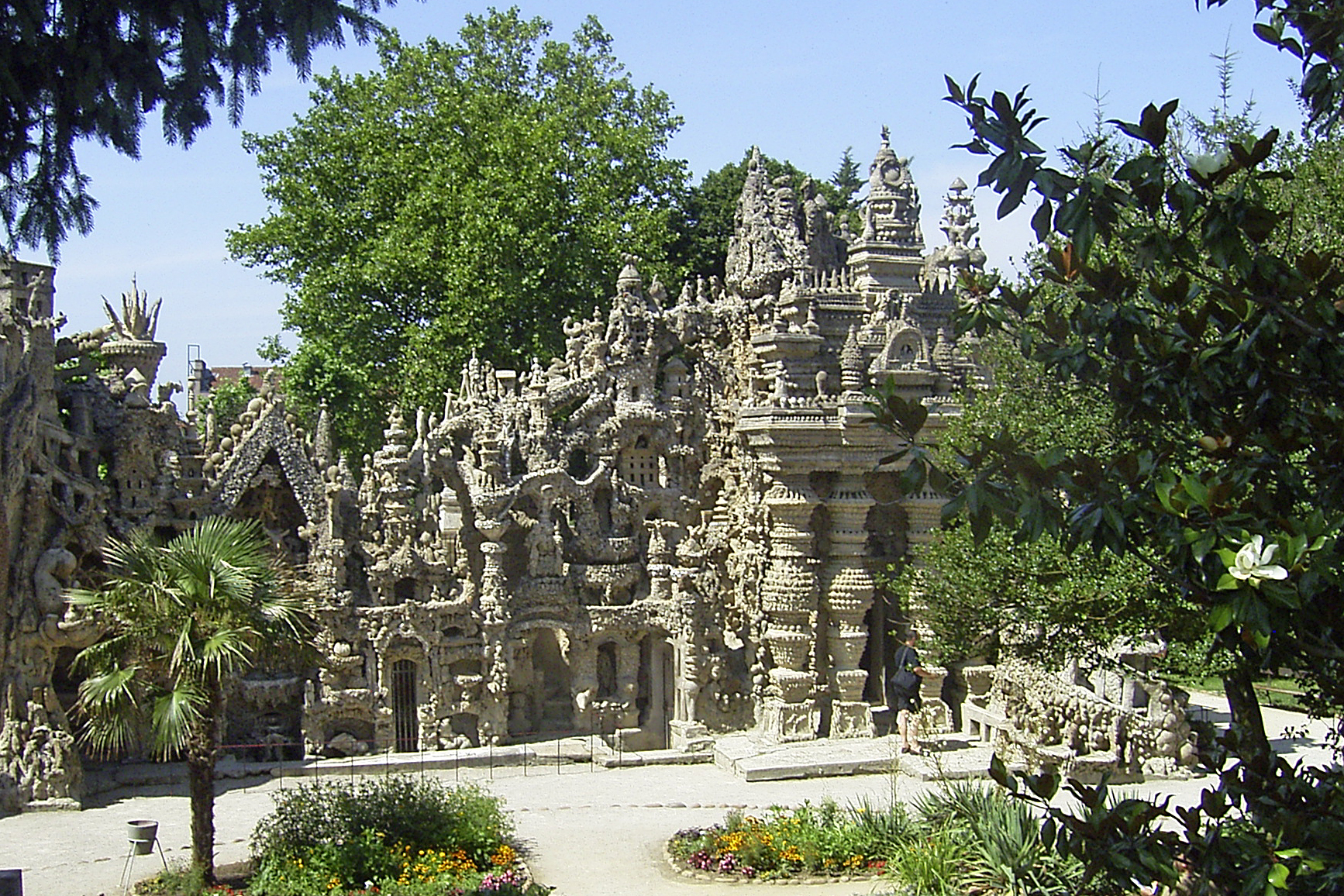
Architecture naïve du Palais idéal du facteur Cheval.

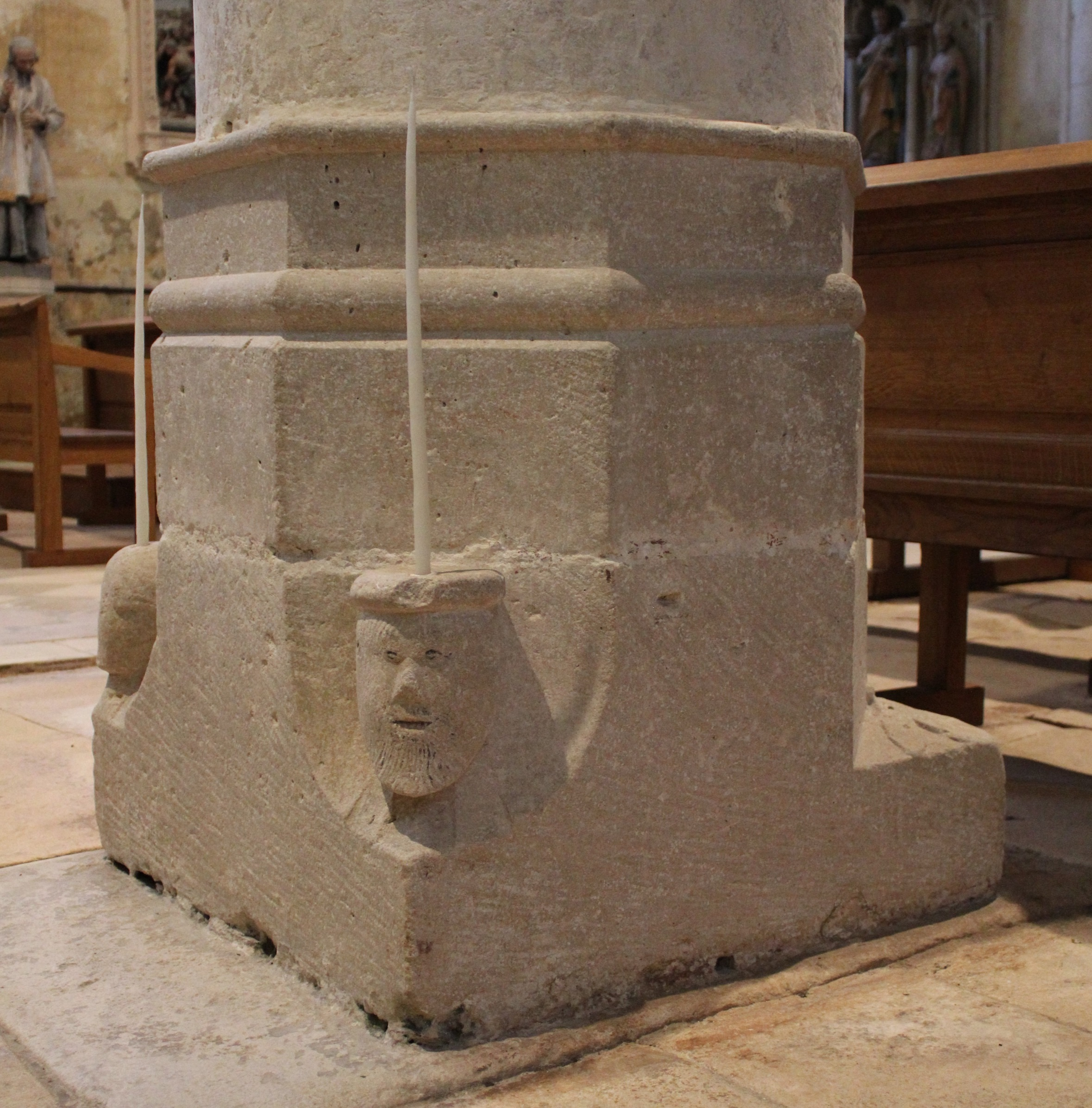
Creuë, figures porte-cierge. Sculptures naïves de la fin du XVe siècle.

Tout en reconnaissant que plusieurs définitions de l'art naïf existent, Robert Thilmany s'essaie à recenser un certain nombre de « caractères apparents », non exhaustifs, et communs à cet art :
- l'« étonnement » provoqué chez le spectateur, qui n'est toutefois pas celui induit par des œuvres surréalistes plus calculées, telles que celles de Magritte ou Dali
- le « parfum d'innocence »
- le « dépaysement », dû à la vision non conventionnelle de l'artiste
- la « fraîcheur d'expression », découlant du regard intérieur
- un certain « infantilisme » voulu (à ne pas confondre avec les manifestations spontanées de l'enfant)
- le « figé » naïf (s'opposant à la technique de l'enfant, qui se développe avec l'âge)
- l'« insuffisance technique » (assumée, alors qu'elle est involontaire chez l'enfant)
- la « gaucherie », qui ne constitue toutefois pas un critère de qualité ni de définition à coup sûr du genre
- la « qualité picturale », qui peut compenser le manque d'habileté, mais ne doit pas faire tomber l'œuvre dans le genre « décoratif »
- la « non historicité » (pas d'évolution notable de ce courant pictural)
- la « stylisation », trahissant une volonté, soit d'embellissement, soit de signification, soit de sublimation
- la « simplification », traduisant à la fois la volonté de contourner certaines difficultés techniques, mais aussi de charger l'œuvre « d'un pouvoir signifiant, voire totémique, plus direct »
- l'« aspect conteur » (sujets champêtres, bucoliques ou solennels…)
- la « perspective mentale », qui fait peindre par exemple une fleur plus grande qu'un arbre ou une maison
- l'« idéalisation », qui à travers des conventions plastiques peut révéler des tendances inconscientes profondes
- la « vision ontique » (sensibilité au mystère ontique et existentiel des choses)
- l'« imaginaire », pouvant tendre vers le fantastique, le merveilleux ou l'insolite, parfois le symbolisme ou l'ésotérisme
- l'« humour », qui n'est ni grinçant ni grimaçant dans l'art naïf.

Thilmany s'attache également à distinguer successivement l'art naïf de l'art populaire (plus utilitaire, traditionnel, collectif) et de l'art brut ou art des aliénés (auxquels il ne reconnaît pas de caractéristiques vraiment spécifiques). Il remarque que l'expressionnisme naïf est peu fréquent, et aussi que l'art naïf s'exprime bien plus par la peinture que par la sculpture par exemple, même si des cas existent.

#### Évolution
Les peintres naïfs connaissent leur heure de gloire dans l'Entre-deux-guerres. Admirés par des artistes reconnus comme André Breton ou Le Corbusier, ils sont mis en lumière et exposés à plusieurs reprises à cette époque. Le critique d'art et collectionneur allemand Wilhelm Uhde contribua à faire connaître la peinture naïve en organisant sa première exposition en 1909. Ces artistes tomberont ensuite dans l'oubli avant de susciter, ces dernières années, un regain d'intérêt.

### Le point de vue de Malraux
Lors de ses voyages en Haïti, Malraux rencontra de nombreux peintres naïfs.
Selon lui, les artistes naïfs sont ceux qui :

« osent croire que le temps n'est rien, que la mort même est une illusion et qu'au-delà de la misère, de la souffrance et de la peur [...] pour qui sait voir, respirer et entendre, un paradis quotidien, un âge d'or avec ses fruits, ses parfums, ses musiques[...]un éternel éden, où les sources de jouvence l'attendent pour effacer ses rides, ses fatigues »

Ainsi, de par le monde, il existerait selon lui : 

« cette confrérie des peintres et peintresses aux mains éblouies, en France à côté de nos portes, mais également au Brésil, aux États-Unis, en Haïti à saint soleil [ils seraient] les artistes de la grande espérance, les jardiniers miraculeux qui, pour le spectateur, font pousser des fleurs sur le béton »

Malraux faisait bien la différence entre les deux types de peintures qui règnent à Haïti : l'une naïve - « doté d'un charme extrême mais avec les limites que l'on connaît » -, et l'autre d'origine vaudou - « un art brut, des toiles fétiches, les oriflammes d'une Afrique brusquement reconquise ».

## Musées

### Europe

#### Allemagne
- Collection Zander (de)[8], Cologne (la Rhénanie-du-Nord-Westphalie)
- Vestisches Museum (de), Recklinghausen (Ruhr)
- Musée Clemens-Sels, Neuss, près de Düsseldorf
- Museum Europäischer Kulturen (Berlin)
- Musée de peinture et de sculpture de la ville de Nuremberg (de), Nuremberg (Bavière)
- Musée Haus Cajeth[9], Heidelberg (Bade-Wurtemberg)

#### Belgique
- Musée d'art spontané de Bruxelles
- Arts et marges[10], Bruxelles
- MAD Museum / Trinkhall, Liège

#### Croatie
- Galerie des Arts Naïfs[11], Hlebine
- Musée croate d'Art Naïf, Zagreb

#### Espagne
- Musée international d'Art naïf de Jaén (es)
- Musée d'Art Naïf de Figueras

#### France

##### Alpes-Maritimes
- - Musée international d'art naïf Anatole-Jakovsky[12] de la ville de Nice.

##### Gers
- - Musée d'Art Naïf (M.A.N.) au château d'Ensoulès à Béraut, pour une collection d'environ 3 000 tableaux.

##### Haute-Marne
- - Maison du Petit-Paris, maison transformée en musée à Saint-Dizier en Champagne-Ardennes.

##### Haute-vienne
- Musée Cécile Sabourdy[13], musée d'Art Naïf, Brut et Singulier situé dans l'ancien presbytère de la commune de Vicq-sur-Breuilh en Nouvelle-Aquitaine.

##### Mayenne
- - Musée d'Art naïf et d'Arts singuliers de Laval (MANAS)[14] de Laval (Mayenne) (Vieux-Château), créé à l'initiative du peintre naïf français Jules Lefranc (Laval, 12 mai 1887 - Paris, 21 mai 1972). Par ailleurs Laval est également la ville natale du Douanier Rousseau.

##### Yvelines
- - Musée international d'art naïf (MIDAN) à Vicq, à 40 km à l'ouest de Paris), musée créé par le pilote automobile et collectionneur d'art naïf français Max Fourny (1904 - 1991)[15].

##### Yonne
- - Musée d'art naïf de Noyers[16] à Noyers-sur-Serein parmi « Les Plus Beaux Villages de France », au sud de Tonnerre.

##### Val-d'Oise
- - Musée Daubigny[17] à Auvers-sur-Oise, désormais musée de France[18], dispose d'une collection d'Art naïf dont certaines œuvres ne sont présentées que lorsque le thème de l'exposition temporaire le permet.

##### Expositions temporaires
- En 1995, exposition consacrée à André Bauchant au musée Maillol (Paris), possédant un important fonds d'art naïf constitué par Dina Vierny.
- En 2016, exposition internationale d'art naïf du 25 juin au 27 juillet en 2016 à Saumur.
- En 2020, exposition en vidéo : les grands maîtres naïfs au musée Maillol en 100 secondes chrono. Par Anne-Cécile Genre • le 14 février 2020[19]
- Et chaque année au printemps, exposition internationale annuelle : Le Rendez-vous des Naïfs, à Verneuil-sur-Avre (Eure), regroupait pendant 3 semaines, 70 artistes naïfs.
- Depuis 2012, un Salon International d'Art Naïf en baie de Somme réunit une sélection chaque année renouvelée d'une vingtaine d'artistes naïfs réputés, français et étrangers, en été en baie de Somme, une semaine à St Valery sur Somme et une semaine au Crotoy. Les sept premières éditions ont déjà accueilli près de 30 000 visiteurs devenant ainsi l'une des principales manifestations d'art naïf en France.

#### Italie
- Musée National des Arts Naïfs Cesare Zavattini, Luzzara (Émilie-Romagne)

#### Pologne
- Galerie d'Art Naïf, Cracovie

#### Portugal
- Museu De Arte Primitiva Moderna, Guimarães (Braga)

#### Roumanie
- Musée Judetean Arges / Galerie Nationale d'Art Naïf[20]

#### Russie
- Museum für russisches Lubok und naive Kunst (Музей русского лубка и наивного искусства)[21], Moscou

#### Serbie
- Museum für naive Kunst und Grenzkunst (Muzej Naivne i Marginalne Umetnosti)[22], Jagodina
- Galerie für naive Kunst in Kovačica (Галерија наивне уметности у Ковачици)[23], Kovačica (Voïvodine)

#### Suisse
- Musée du Lagerhaus[24], Saint-Gall
- Collection de l'art brut (lausanne)

### Amérique

#### Brésil
- Musée de Penápolis, São Paulo
- Musée International d'Art Naïf de Cosme Velho, Rio de Janeiro
- Galerie Jacques Ardies[25], São Paulo

#### Canada
- Musée international d'art naïf de Magog, Magog (Québec)

#### États-Unis
- Pennsylvania Almshouse Painters (en)
- American Folk Art Museum, New York
- Anthony Petullo Collection[26], Milwaukee (Wisconsin)
- Croatian Naive Art Gallery & Museum collection, St. Petersburg (Floride)

### Autres
- Galerie internationale d'Art Naïf[27] (Israël)
- Art Naïf Africain Contemporain[28]

## Articles connexes

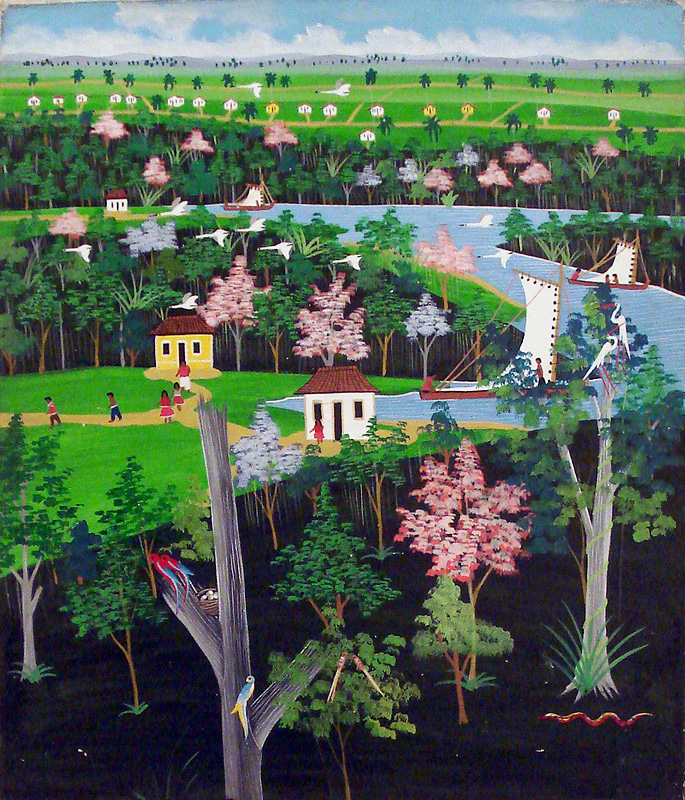
Paysage d'un anonyme de Pernambuco au Brésil.